# Коргун, Виктор Григорьевич
Виктор Григорьевич Коргун (14 мая 1940, Ленинград, СССР ― 4 января 2014, Москва, РФ) ― российский востоковед-афганист, доктор исторических наук, профессор.

## Образование
В 1957 году окончил Кавказское Краснознаменное Суворовское военное училище в городе Орджоникидзе. В том же году поступил в Киевское Высшее радиотехническое училище войск ПВО.
В 1961 году поступил и в 1968 году окончил Институт восточных языков при МГУ имени М. В. Ломоносова (отделение персидского языка и литературы).
В 1971 году поступил в аспирантуру Института востоковедения АН СССР. В 1975 году защитил кандидатскую диссертацию на тему «Социально-политический кризис в Афганистане в конце 20-х — начале 30-х гг. XX в.».
В 2000 году защитил докторскую диссертацию на тему «Становление и эволюция политической системы современного Афганистана».

## Карьера
В 1959―1961 годах служил в Советской Армии.
В 1966―1968 годах — старший переводчик посольства СССР в Кабуле.
В 1968―1971 годах ― преподаватель персидского языка в Военном институте иностранных языков Министерства обороны СССР.
С 1975 года ― научный сотрудник ИВ АН СССР.
В 1979 году принимал участие в выработке мнения ИВ АН СССР о вводе советских войск в Афганистан.
В 1983―1988 годах ― учёный секретарь Советско-афганской комиссии историков.
В 1990 году ― приглашённый профессор политической истории современной России в Университете штата Небраска, (Омаха, США), читал публичные лекции по Афганистану в штатах Небраска и Калифорния.
С 2003 года ― заведующий сектором Афганистана Отдела Ближнего и Среднего Востока ИВ РАН.
В 2001―2005 годах ― профессор кафедры истории Ближнего и Среднего Востока Института стран Азии и Африки при МГУ имени М. В. Ломоносова и кафедры страноведения Военного университета иностранных языков министерства обороны РФ, с 2009 года ― профессор кафедры востоковедения Московского государственного института международных отношений.

## Научное наследие
Автор около 40 опубликованных работ.

### Важнейшие труды
- Афганистан в 20―30-е гг. XX в. ― М., 1979 (издано в 1986 году в Кабуле на дари).
- Интеллигенция в политической жизни Афганистана. ― М., 1983.
- Афганистан: политика и политики. ― М., 1999.
- История Афганистана. XX в. ― М., 2004.

### Статьи
- Бабрак Кармаль // Азия и Африка сегодня. — 1998, № 4.
- Афганистан и «воины Аллаха» // Азия и Африка сегодня. — 2008, № 9.